# Tenemos 18 años
Tenemos 18 años è un film del 1959 diretto Jesús Franco.
Film commedia spagnolo, primo lungometraggio diretto da Jesús Franco.

## Trama
Madrid, gennaio. Per ingannare la monotonia di una vita da brave diciottenni borghesi e matricole universitarie, ogni sera María José e sua cugina Pili, orfana, si chiudono nella loro camera ad immaginare e scrivere storie fantastiche.
Le eroine di queste avventure naturalmente sono loro, mentre i protagonisti maschili hanno il volto dei loro innamorati e del buffo cugino Mariano.
Le due ragazze immaginano di partire per una vacanza attraverso l'Andalusia su un catorcio di automobile dell'inizio secolo che il cugino Mariano è riuscito a venderle.
Durante il viaggio si imbattono in un malvivente che, sotto la minaccia di una pistola, le obbliga ad aiutarlo a passare la frontiera. María José si impossessa della valigetta col danaro e tenta di fuggire lungo la spiaggia, inseguito dal gangster, che proprio mentre sta per sparare a colpo sicuro viene ucciso dal provvidenziale fuoco di un doganiere.
Nella seconda avventura, immaginata dopo essersi ubriacate durante una festa a casa di María José, le due cugine sono invitate a passare la notte nel sinistro castello di Lord Marian, il cui volto è coperto da una maschera bianca. Lord Marian intrattiene le ragazze raccontando loro la storia raccapricciante di un giovane aristocratico, sadico e romantico, che innamoratosi di una ballerina e respinto da lei, la uccide orrendamente prima di scomparire nel nulla. A distanza di molti decenni il misterioso assassino ricompare nei più svariati luoghi della terra (a Tripoli, tra gli indiani d'America, nell'Africa nera) per ripetere, sempre durante le notti di luna piena, il macabro rituale di quell'omicidio. Finché a New York non incontra una ballerina che per difendersi gli getta del vetriolo sul viso.
Solo a questo punto del racconto, Lord Marian si toglie la maschera mostrando alle ragazze il proprio volto sfigurato, rivelandosi in tal modo come l'uxoricida; quindi uccide María José, ma viene nuovamente sfigurato da Pili.
Nell'ultimo episodio le due ragazze trovano un corpo privo di sensi fuori della tenda in cui sono costrette a dormire a causa dell'ennesimo guasto all'automobile. Si tratta di un ricercato, la cui triste storia di guerra e degrado sociale commuove María José, che tenta di aiutarlo a fuggire attraverso un campo di grano. Ma quando l'uomo è lontano, le voci dei poliziotti e un colpo di rivoltella concludono tragicamente l'ultima avventura.
Dopo aver fatto leggere quest'ultimo racconto al fidanzato, María José getta allegramente all'aria i fogli della sua opera letteraria di diciottenne per iniziare la propria vita.

## Produzione
Il film venne prodotto dal regista spagnolo Luis García Berlanga. Nel cast spicca la presenza di Antonio Ozores, un popolare attore spagnolo dalla comicità surreale, ancora legata al cinema muto, che dà vita sia alle macchiette del cugino Mariano e di altri due bizzarri personaggi che le ragazze incontrano all'inizio della loro avventura, sia al personaggio di Lord Marian, protagonista dell'episodio horror.
La colonna sonora, composta dallo stesso Franco, include temi jazzistici destinati ad essere riutilizzati in altri film (Gritos en la noche e La mano de un hombre muerto) e passaggi per pianoforte percussivo eseguiti dal regista, di notevole modernità se si considera l'epoca del film.

## Distribuzione
Il film venne distribuito solo in Spagna dove fu visto da un numero esiguo di spettatori (secondo alcune fonti ufficiali solo 238), almeno finché non fu trasmesso dalla televisione spagnola e distribuito in videocassetta. Le vicissitudini distributive dipesero in realtà dalla censura cinematografica spagnola, che trovò immorale l'inserimento di un episodio horror all'interno di una commedia giovanile.

## Accoglienza

### Critica
(Roberto Curti)
La commistione tra horror e commedia,  fa di Tenemos 18 años un lavoro di Franco a tutti gli effetti, pur essendo il suo primo lungometraggio. A cominciare dalla struttura narrativa libera e anticonvenzionale, in cui la vita reale di due ragazze qualunque della Madrid di quegli anni si intreccia e si confonde con le loro fantasie, che costituiscono la trama vera e propria del film.
La commedia giovanile costituisce solo la cornice narrativa, entro la quale il regista inserisce tre episodi metacinematografici, ciascuno legato ad un genere cinematografico diverso: il noir, l'horror e il melò.
La presenza di una coppia femminile protagonista anticipa un topos del cinema di Franco, che sarà ripreso l'anno dopo in Labios rojos, storia di due detective privati in gonnella. L'episodio horror, insieme farsesco e spaventoso, è invece incentrato su una figura di vecchissimo misantropo e uxoricida, che deve molto all'Usher di Edgar Allan Poe, personaggio al quale Franco tornerà molti anni dopo con El hundimiento de la casa Usher.
Sin dal suo primo film, Jesús Franco si contrappone al realismo compiacente del cinema spagnolo del periodo franchista, attraverso una comicità surreale e fulminante (come negli episodi delle lezioni universitarie), in cui la realtà più banale e quotidiana si impregna in un attimo di immagini e situazioni fantasmagoriche, rimarcate dall'uso abbondante di filtri, gialli, rossi e blu, questi ultimi utilizzati abbondantemente anche come raccordi cromatici nel montaggio delle diverse sequenze.
Nel suo complesso, Tenemos 18 años non mostra gli anni che ha. Lo stesso regista in un'intervista lo collocò tra i suoi film migliori e quando negli anni novanta fu proiettato per la prima volta alla Cinémathèque française ebbe un'accoglienza molto positiva. Ciononostante, attende ancora di essere pubblicato in DVD.